# Serra de Bellmunt
|  | Per a la serra de Bellmunt-Almenara, vegeu Espai Natural Protegit de Bellmunt-Almenara |

La Serra de Bellmunt  és una serra situada entre els municipis d'Orís i de Sant Pere de Torelló (Osona), amb una elevació màxima de 1.246,9 metres. Al seu cim, també anomenat Bellmunt hi ha el santuari de Bellmunt.